# Cheikhou Kouyaté
Cheikhou Kouyaté, född 21 december 1989, är en senegalesisk fotbollsspelare.

## Klubbkarriär
Den 18 juni 2014 skrev Kouyaté på ett fyraårskontrakt med engelska West Ham United. Den 1 augusti 2018 värvades Kouyaté av Crystal Palace, där han skrev på ett fyraårskontrakt.
Den 13 augusti 2022 värvades Kouyaté av Premier League-klubben Nottingham Forest, där han skrev på ett tvåårskontrakt.